# Oligolepis formosanus
Oligolepis formosanus es una especie de peces de la familia de los Gobiidae en el orden de los Perciformes. Inicialmente incluido en el género Oxyurichthys en 2015 fue reasignado a Oligolepis.

## Morfología
Los machos pueden llegar a alcanzar los  cm de longitud total.

## Distribución geográfica
Se encuentra en el Índico y en el Pacífico occidental.

## Observaciones
Es inofensivo para los humanos.